# Acacia hebecladoides
Acacia hebecladoides é uma espécie de leguminosa do gênero Acacia, pertencente à família Fabaceae.